# Nagaoka
Nagaoka (japanisch 長岡市, -shi) ist eine Stadt im Landesinneren der Präfektur Niigata auf Honshū, der Hauptinsel von Japan.
Sie liegt am Ufer des Flusses Shinano, etwa 250 km von Tokio entfernt.

## Geografie
Angrenzende Städte und Gemeinden
- Nishikan-ku, Niigata
- Yahiko
- Tsubame
- Sanjō
- Mitsuke
- Uonuma
- Tōkamachi
- Ojiya
- Kashiwazaki
- Kariwa
- Izumozaki
- Sado

## Geschichte
Nagaoka ist eine alte Burgstadt um die Burg Nagaoka, auf der die Makino bis 1868 residierten. Am 1. April 1906 erhielt der Ort Stadtrecht.
Kurz vor Ende des Zweiten Weltkriegs wurden 66 % der Stadt bei einem Luftangriff mit Napalmbomben zerstört. Mehrfach wurde die Stadt auch von Erdbeben heimgesucht, zuletzt im Jahre 2004. Nagaoka hat deshalb als Stadtsymbol einen Phönix gewählt, der den Willen zur Wiederauferstehung aus Trümmern darstellen soll. Dies stellt auch das größte Feuerwerk Japans dar, das jedes Jahr vom zweiten bis vierten August am Fluss Shinano stattfindet und dessen Abschluss Phönix genannt wird.

## Politik
Städtepartnerschaften
- Fort Worth (Texas, Vereinigte Staaten), seit 9. November 1987
- Trier (Deutschland), seit 2. Juni 2006
  - Nagaoka ist seit 2006 die Partnerstadt der deutschen Stadt Trier. Der Partnerschaftsvertrag wurde am 1. April 2006 in Nagaoka und am 2. Juni 2006 in Trier von Bürgermeister Tamio Mori und Oberbürgermeister Helmut Schröer unterzeichnet.
- Romainmôtier-Envy (Schweiz), seit 1. April 2006 zurückgehend auf die Städtepartnerschaft vom 1. Juni 1986 mit dem 2005 eingemeindeten Oguni
- Bamberg (Deutschland)

## Infrastruktur

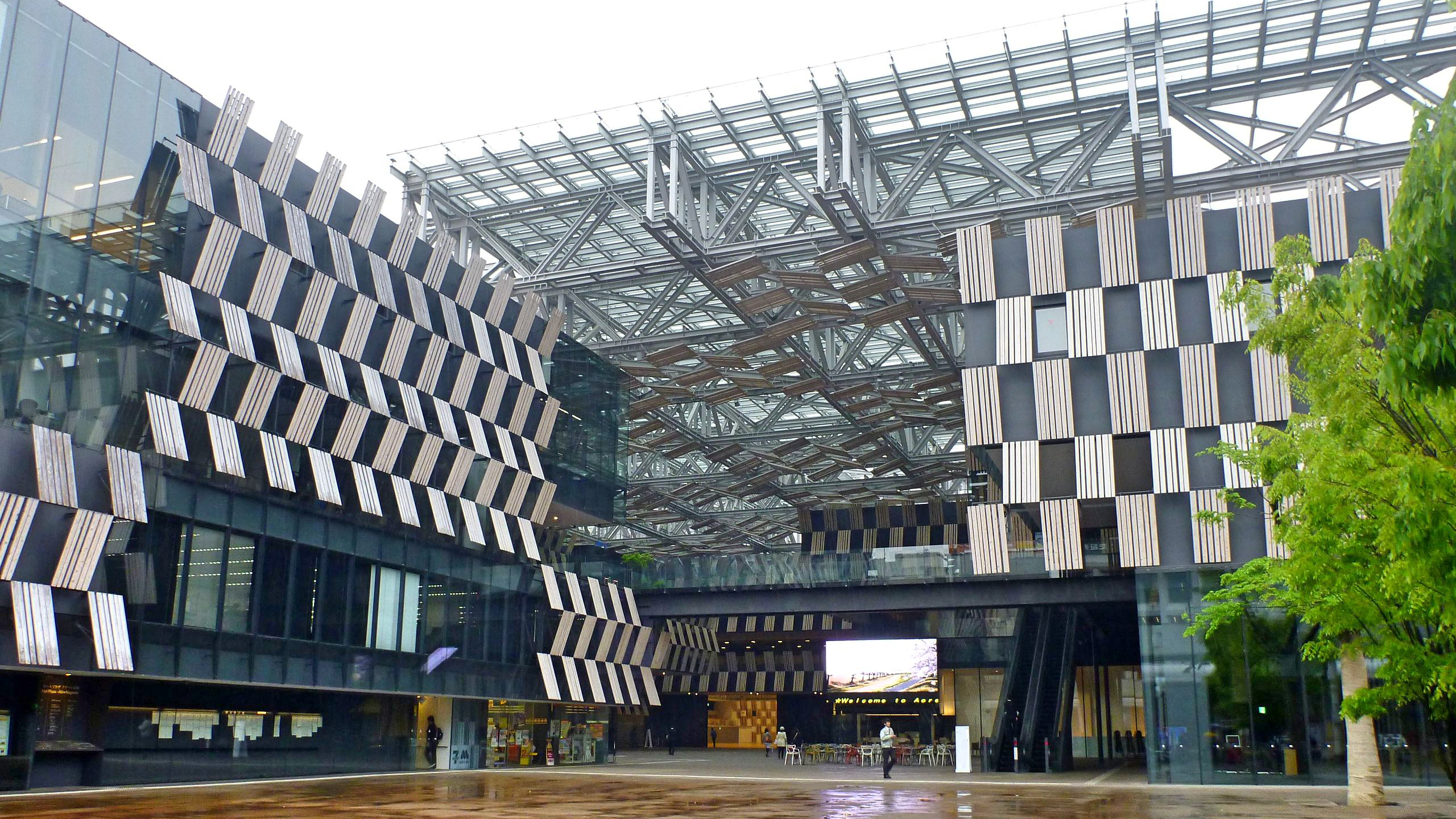
Rathaus von Nagaoka

### Wirtschaft
Nagaoka liegt im Mittelpunkt eines Erdöl- und Erdgasgebietes und ist daher ein Industriestandort mit hauptsächlich chemischer Industrie, neben Maschinenbau und Werkzeugbau.

### Verkehr
Straßenverkehr
- Hokuriku-Autobahn
- Kanetsu-Autobahn
- Nationalstraße 8
- Nationalstraße 17
- Nationalstraße 116, 290, 291, 351, 352, 402, 403, 404, 460

Schienenverkehr
- Der Jōetsu-Shinkansen nach Niigata besitzt einen Halt in Bahnhof Nagaoka.
- JR Shin’etsu-Hauptlinie
- JR Jōetsu-Linie
- JR Echigo-Linie

## Persönlichkeiten

### Söhne und Töchter der Stadt
- Kawai Tsugunosuke (1827–1868), hoher Samurai
- Ōhashi Sahei (1836–1901), Verleger und Unternehmer, Gründer des Verlags Hakubunkan
- Hasegawa Tai (1842–1912), Ausbilder und Organisator im Fach Medizin
- Koganei Yoshikiyo (1859–1944), Mediziner und Anthropologe
- Yamamoto Isoroku (1884–1943), Großadmiral der Kaiserlich Japanischen Marine
- Yamamura Bochō (1884–1924), Lyriker
- Kikuo Wada (1951–2025), Ringer
- Ryō Hirohashi (* 1977), Synchronsprecherin
- Teppei Yachida (* 2001), Fußballspieler

### Mit der Stadt verbunden
- Naoki Kawaguchi (* 1994), Fußballspieler
- Koharu Kusumi (* 1992), Mitglied der Band Morning Musume
- Koyama Shōtarō (1857–1916), Maler
- Murayama Tatsuo (1915–2010), Politiker
- Nobuhiro Watsuki (* 1970), Mangaka
- Teppei Yachida (* 2001), Fußballspieler

## Weblinks

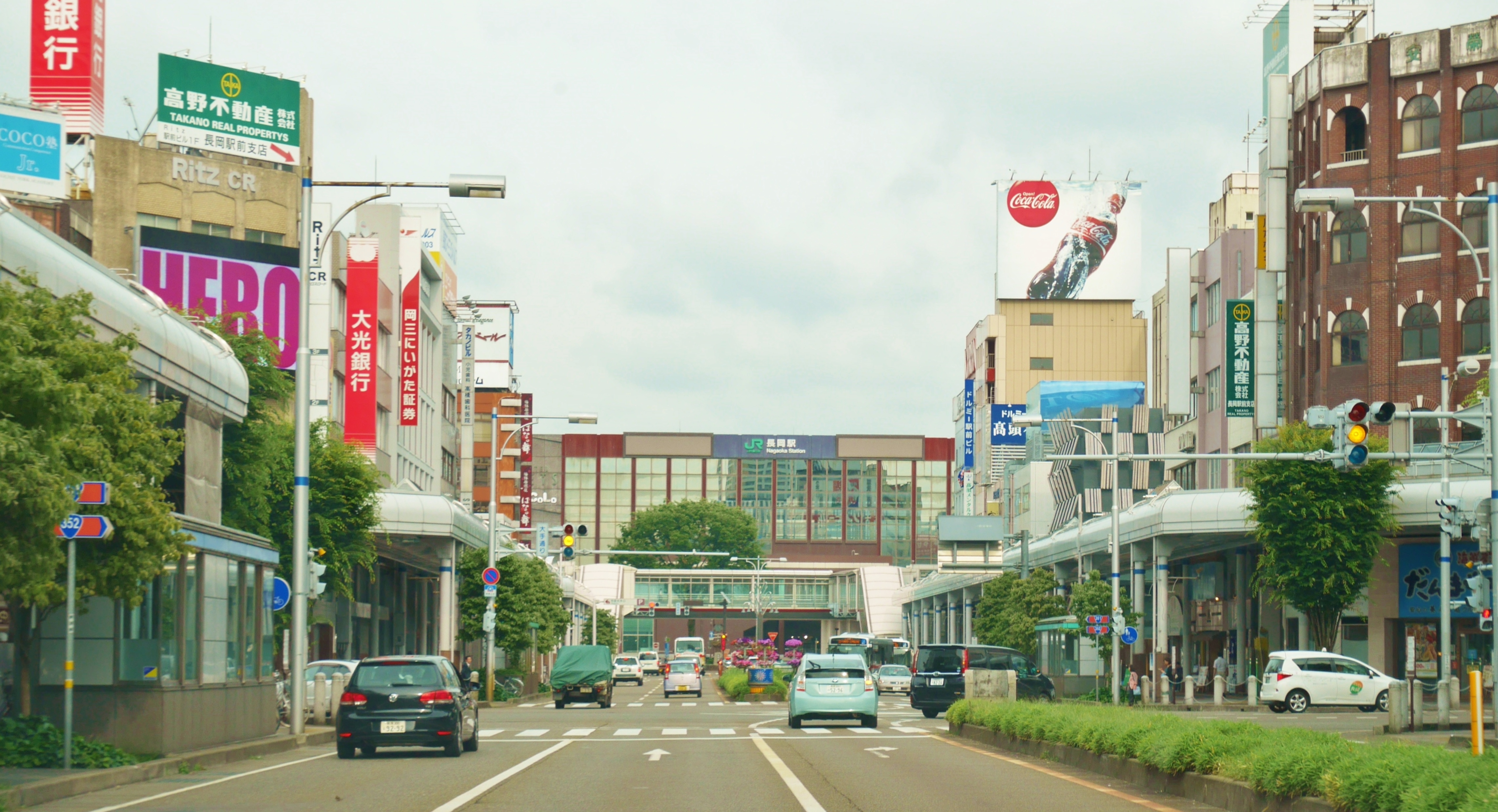
Zentraler Stadtbereich der Stadt Nagaoka (Ote Street)